# Euphyia corrivulata
Euphyia corrivulata är en fjärilsart som beskrevs av W. Warren 1900. Euphyia corrivulata ingår i släktet Euphyia och familjen mätare. Inga underarter finns listade i Catalogue of Life.